# 사노 도루
사노 도루(일본어: 佐野 達, 1963년 11월 15일 ~ )는 일본의 전 축구 선수이다.

## 국가대표팀 경력
그는 1988년 1월 27일 아랍에미리트과의 경기에서 일본 국가대표팀에 데뷔했다. 1990년 아시안 게임에도 출전했다. 그는 1990년까지 국제 A매치 통산 9경기에 출전했다.

## 통계
| 일본 | 일본 | 일본 |
| 연도 | 출전 | 득점 |
| ---- | ---- | ---- |
| 1988 | 5    | 0    |
| 1989 | 1    | 0    |
| 1990 | 3    | 0    |
| 통산 | 9    | 0    |